# Ёкодзуна (рестлер)
Агапту Родни Аноа’й (англ. Agatupu Rodney Anoaʻi; 2 октября 1966, Сан-Франциско, Калифорния — 23 октября 2000, Ливерпуль, Северо-Западная Англия) — американский рестлер, наибольшую известность получил в World Wrestling Federation (WWF) под именем Ёкодзуна (яп. ヨコズナ, англ. Yokozuna; термин «ёкодзуна» означает самый высокий ранг в сумо).
Хотя персонаж Ёкодзуны изображался как борец-сумоист, Аноа’и никогда не был настоящим сумотори. Хотя Ёкодзуна боролся как представитель Японии, в реальной жизни Аноа’и был американским самоанцем. Однако его менеджером японский персонаж Мистер Фудзи (японский американец), который следовал за Аноа’и на ринг с деревянным ведром соли и размахивал японским флагом.
В WWF Аноа’й был двукратным чемпионом мира WWF, двукратным командным чемпионом WWF (с Оуэном Хартом), а также победителем «Королевской битвы» 1993 года. Ёкодзуна стал первым рестлером самоанского происхождения, который выиграл главный титул WWE, также он стал третьим новичком (после Брока Леснара и Шимуса), быстрее всего выигравшим титул чемпиона WWF/E после своего дебюта.
В 2012 году был посмертно включён в Зал славы WWE.

## Личная жизнь
Член рестлинг-династии Аноа’й: Роман Рейнс, Рикиши, Саму, Роузи, Ману, Умага и Дуэйн Джонсон являются его двоюродными братьями, и Афа и Сика — дядями. У него было двое детей, Джастин и Кейлани.

## Смерть
23 октября 2000 года, через три недели после своего 34-го дня рождения, Аноа’й умер от отека легких в своем номере в отеле Moat House на Парадайз-стрит в Ливерпуле во время рестлинг-тура по Великобритании для All Star Wrestling.
В то время широко сообщалось, что он умер от сердечной недостаточности или сердечного приступа, но позже выяснилось, что это неверно, поскольку в его легких были обнаружены серьёзные признаки закупорки жидкостью. Его вес на момент смерти составлял 260 кг.

## Титулы и достижения
- Pro Wrestling Illustrated
  - Самый прогрессирующий рестлер года (1993)
  - № 5 в списке 500 лучших рестлеров 1993 года
  - № 145 в списке 500 лучших рестлеров за всю историю в 2003 году
- World Wrestling Federation
  - Чемпион WWF (2 раза)
  - Командный чемпион мира WWF (2 раза) — с Оуэном Хартом
  - Победитель «Королевской битвы» (1993)
  - Зал cлавы WWE (2012)
- Universal Wrestling Association
  - Чемпион мира среди трио UWA — с Фату и Самоанским дикарём